# Dotillinae
Dotillinae is een onderfamilie van kreeftachtigen uit de klasse van de Malacostraca (hogere kreeftachtigen).

## Geslachten
- Ilyoplax Stimpson, 1858
- Scopimera De Haan, 1833